# 石原俊 (オーディオ評論家)
石原 俊（いしはら しゅん、1957年 - ）は、東京都出身の日本のオーディオ評論家。父は実業家の石原俊明。

## 人物
慶應義塾普通部、慶應義塾高等学校、慶應義塾大学法学部政治学科卒業。フリー編集者を経て、オーディオ評論、音楽評論、翻訳等を手がける。
以前はリファレンスシステムとしてハイエンド機器を愛用していたが、近年は誰もが購入できるような現実な価格帯のシステムを愛用し、自身の評論へ生かしている。
オーディオのほか、時計やカメラなど機械全般に造詣が深く、趣味に留まらないその知識は評論にも反映されている。
また、アルファベータが刊行していたクラシックジャーナル誌では初代主筆を務めた経歴も持ち、クラシック音楽にも深く精通しているなど音楽評論家としても活躍する側面を持つ。
2009年には音元出版が主催する「オーディオ銘機賞」の審査委員に就任。

## スタイル
製品に対し技術的な特徴に加え、音質や開発背景などに対する評論を重視。
特に音という抽象的な部分については、カメラや車など身近に溢れるものを引き合いに出しながら文章を展開するスタイルを持つ。
また、新しいオーディオスタイルについても積極的に取り組んでおり、ヘッドフォンやPCオーディオの評論もこなすなど、柔軟さも持ちあわせているのが特徴。

## 著書
- 『ライカ受難曲』（アルファベータ、2001年）
- 『クラシックCDガイド - 現代の名演奏を聴く』（岩波アクティブ新書、2002年）
- 『いい音が聴きたい - 実用以上マニア未満のオーディオ入門』 （岩波アクティブ新書、2002年）
- 『クラシックディスクガイド 2004年版』アルファベータ　2003
- 『音楽がもっと楽しくなるオーディオ粋道入門』 （河出書房新社、2005年）

### 訳書
- デニス・レーニ『ライカコレクターズガイド』田中長徳, カメラジャーナル編集部共訳　アルファベータ　2000
- ポール・マイヤーズ『レナード・バーンスタイン』（アルファベータ、2001年）
- ベンジャミン・イヴリー『モーリス・ラヴェル　ある生涯』アルファベータ、2002年）
- ヘレナ・マテオプーロス『マエストロ』1-3、アルファベータ、2004年）